# Big Daddy Wilson
Big Daddy Wilson est un joueur contemporain de blues.

## Biographie
Big Daddy Wilson est né à Edenton en Caroline du Nord. Il découvre le blues dans les années 70, alors qu'il effectue son service militaire à Brême en Allemagne. Il enregistre son premier album Get On Your Knees And Pray en 2004.
Dans son dernier album studio I'm Your Man il joue en compagnie de Roberto Morbioli (de) (guitare) et Paolo Legramandi (basse), Big Daddy Wilson est au chant et aux percussions. Lors de son passage au Paris Jazz Festival en juin 2013, Radio France internationale (RFI) lui consacre une émission de 30 minutes. En 2015, il entame une tournée avec une vingtaine de concerts en France, Suisse, Belgique et Allemagne. Son prochain album, Time, est prévu pour avril 2015.

## Récompenses
- 2014 : Prix du meilleur artiste allemand acoustique de blues[2]
- 2013 : Troisième prix dans la catégorie blues décerné par l'Académie du Jazz pour son album I'm Your Man[3]
- 2013 : Prix du meilleur album de blues acoustique de l'année décerné par Wasser-Prawda pour son album I'm Your Man[4]

## Discographie

### Albums CD
- 2023: Plan B (Continental Blue Heaven)
- 2021: Pay Day (Blue Groove)
- 2021: Hard Time Blues (Continental Blue Heaven)
- 2019: Deep in my Soul (Ruf Records)
- 2018: Songs from the Road (Ruf Records)
- 2017: Neckbone Stew (Ruf Records)
- 2017: Thumb a Ride (Ruf Records)
- 2015: Time (Big Daddy Wilson)
- 2014: Live in Europe - From Bremen To Paris (Phamosa)
- 2013: I'm Your Man (DixieFrog)
- 2013: Live in Luxembourg at L'Inoui (Phamosa)
- 2011: Thumb A Ride (Ruf Records)
- 2009: Love Is The Key (Ruf Records)
- 2008: ...Doin' It Right (Moonsound Records)
- 2007: Live
- 2006: Walk A Mile In My Shoes (Moonsound Records)
- 2004: My Day Will Come (Moonsound Records)
- 2004: Get On Your Knees And Pray (Moonsound Records)